# Amaranthinae
Amaranthinae, podtribus štirovki smješten u tribus Amarantheae, dio potporodice Amaranthoideae

## Rodovi
1. Bosea L. (4 spp.)
2. Chamissoa Kunth (3 spp.)
3. Herbstia Sohmer (1 sp.)
4. Siamosia K. Larsen & Pedersen (1 sp.)
5. Allmania R. Br. ex Wight (1 sp.)
6. Charpentiera Gaudich. (6 spp.)
7. Indobanalia Henry & B. Roy (1 sp.)
8. Lagrezia Moq. (13 spp.)
9. Amaranthus L. (95 spp.)
10. Digera Forssk. (1 sp.)
11. Neocentema Schinz (2 spp.)
12. Pleuropterantha Franch. (3 spp.)